# Deutsche Fechtmeisterschaften 1956
Bei den Deutschen Fechtmeisterschaften 1956 wurden Einzel- und Mannschaftswettbewerbe in den Disziplinen Herrendegen, Herrensäbel und Herrenflorett ausgetragen. Bei den Damen wurde nur Florett gefochten. Die Meisterschaften wurden vom Deutschen Fechter-Bund organisiert.

## Herren

### Florett (Einzel)
| Platz | Sportler         | Verein              |
| ----- | ---------------- | ------------------- |
| 1     | Norman Casmir    | Hermannia Frankfurt |
| 2     | Günter Stratmann | FSG Iserlohn        |
| 3     | Ludwig Hofacker  | TC Göttingen        |

### Florett (Mannschaft)
| Platz | Verein       | Sportler |
| ----- | ------------ | -------- |
| 1     | OFC Bonn     |          |
| 2     | FSG Iserlohn |          |
| 3     | TV Offenbach |          |

### Degen (Einzel)
| Platz | Sportler       | Verein          |
| ----- | -------------- | --------------- |
| 1     | Paul Gnaier    | Heidenheimer SB |
| 2     | Siegfried Hagl | MTV München     |
| 3     | Georg Neuber   | MTV München     |

### Degen (Mannschaft)
| Platz | Verein          | Sportler |
| ----- | --------------- | -------- |
| 1     | Heidenheimer SB |          |
| 2     | DFC Düsseldorf  |          |
| 3     | Aachener FC     |          |

### Säbel (Einzel)
| Platz | Sportler         | Verein              |
| ----- | ---------------- | ------------------- |
| 1     | Günter Stratmann | TK Hannover         |
| 2     | Jürgen Stiller   | Fechtclub Offenbach |
| 3     | Wilfried Wöhler  | WMTV Solingen       |

### Säbel (Mannschaft)
| Platz | Verein       | Sportler |
| ----- | ------------ | -------- |
| 1     | OFC Bonn     |          |
| 2     | TK Hannover  |          |
| 3     | FSG Iserlohn |          |

## Damen

### Florett (Einzel)
| Platz | Sportler    | Verein              |
| ----- | ----------- | ------------------- |
| 1     | Helmi Höhle | Fechtclub Offenbach |
| 2     | Trude Jacob | Fechtclub Offenbach |
| 3     | Ilse Meyer  | FSG Iserlohn        |

### Florett (Mannschaft)
| Platz | Verein              | Sportler                                           |
| ----- | ------------------- | -------------------------------------------------- |
| 1     | Fechtclub Offenbach | Helmi Höhle Trude Jacob Fischer Frotscher Grützner |
| 2     | Hermannia Frankfurt |                                                    |
| 3     | OFC Bonn            |                                                    |